# Scène de vie
Scène de vie (с фр. — «Сцена жизни») — второй студийный альбом французской певицы Патрисии Каас, выпущенный в 1990 году на новом лейбле CBS Records. Пластинка удерживала лидерство в альбомном чарте Франции десять недель.

## Список композиций
| №                   | Название                          | Текст песни                       | Музыка                            | Длительность |
| ------------------- | --------------------------------- | --------------------------------- | --------------------------------- | ------------ |
| 1.                  | «Générique»                       |                                   | Франсуа Бернейм                   | 1:00         |
| 2.                  | «Les Mannequins d’osier»          | Дидье Барбеливьен                 | Франсуа Бернейм                   | 3:51         |
| 3.                  | «L’Heure du jazz»                 | Жан-Фрнасуа Колло                 | Дидье Барбеливьен Франсуа Бернейм | 3:59         |
| 4.                  | «Coeurs brisés»                   | Тьерри Дельяни                    | Шарль Франс                       | 3:22         |
| 5.                  | «Regarde les riches»              | Дидье Барбеливьен Франсуа Бернейм | Дидье Барбеливьен                 | 3:41         |
| 6.                  | «Les hommes qui passent»          | Дидье Барбеливьен                 | Франсуа Бернейм                   | 3:46         |
| 7.                  | «Bessie»                          | Пьер Горш                         | Франк Лангольф                    | 4:07         |
| 8.                  | «Tropic Blues Bar»                | Жоэлль Копф                       | Джерри Липкинс                    | 4:00         |
| 9.                  | «L’Enterrement de Sidney Bechet»  | Дидье Барбеливьен                 | Франсуа Бернейм                   | 3:07         |
| 10.                 | «Kennedy Rose»                    | Элизабет Депардьё                 | Дидье Барбеливьен Франсуа Бернейм | 3:21         |
| 11.                 | «Une Derniere Semaine à New York» | Дидье Барбеливьен                 | Франсуа Бернейм                   | 3:04         |
| 12.                 | «Patou Blues»                     | Дидье Барбеливьен                 | Франсуа Бернейм                   | 3:51         |
| 13.                 | «Générique» (Orchestral)          |                                   | Франсуа Бернейм                   | 1:00         |
| Общая длительность: | Общая длительность:               | Общая длительность:               | Общая длительность:               | 42:09        |

## Чарты
| Чарт (1990–92)                  | Высшая позиция |
| ------------------------------- | -------------- |
| Германия (Offizielle Top 100)   | 18             |
| Европа (Music & Media)          | 20             |
| США (Billboard World Albums)    | 7              |
| Франция (SNEP)                  | 1              |
| Швейцария (Schweizer Hitparade) | 15             |

| Чарт (1990)                   | Позиция |
| ----------------------------- | ------- |
| Франция (SNEP)                | 2       |
| Чарт (1991)                   | Позиция |
| Германия (Offizielle Top 100) | 41      |

## Сертификации и продажи
| Регион | Сертификация  | Продажи   |
| --- | ------------- | --------- |
| Бельгия (BEA) | Платиновый    | 50 000*   |
| Канада (Music Canada) | Платиновый    | 100 000^  |
| Франция (SNEP) | Бриллиантовый | 1 347 600 |
| Германия (BVMI) | Золотой       | 250 000^  |
| Швейцария (IFPI Switzerland)                                                                                             | 2× Платиновый | 100 000^  |
| * Данные о продажах приведены только на основе сертификации. ^ Данные о тиражах приведены только на основе сертификации. |               |           |